# Hara saar
Hara saar är en ö utanför Estlands nordkust i bukten Hara laht i Finska viken. Den ligger Kuusalu kommun i Harjumaa, 50 km öster om huvudstaden Tallinn. Arean är 0,11 kvadratkilometer. 
Ön avfolkades efter andra världskriget i samband med att sovjetiska marinen gjorde ön till militärt skyddsområde. 

### Fotnoter
1. ↑  Hara hos Geonames.org (cc-by); post uppdaterad 2012-01-17; databasdump nerladdad 2015-09-05